# Філіп Тетлок
Філіп Тетлок (англ. Philip E. Tetlock; нар. 1954 р.) — канадсько-американський письменник, професор політології Пенсильванського університету, викладач Вортонської школи бізнесу (англ. Wharton School) та «Коледжу мистецтв та наук» (англ. School of Arts and Sciences).
Він написав близько двох сотень статей та десяток науково-популярних книг на унікальні теми на перетині психології, політології та організаційної поведінки, в тому числі Superforecasting: The Art and Science of Prediction (укр. Суперпрогнозування. Мистецтво та наука передбачення) — всесвітньо відомого бестселер 2005 року за версією The New York Times та «Книга року» журналу The Economist. Тетлок також є співзасновником The Good Judgment Project (GJP) — дослідницького проекту з «використання мудрості натовпу для прогнозування світових подій».

## Біографія

### Освіта
Філіп Тетлок народився у 1954 році в Торонто, Канада. Він працював в університеті Британської Колумбії та після закінчення роботи і докторантури в Єльському університеті в 1979 році, здобув докторський ступінь.

### Кар’єра
Він працював доцентом на факультеті Каліфорнійського університету, Берклі (1979-1995 рр.), професором на кафедрі психології та політології Університеті штату Огайо (1996-2001 рр.) та знову в Каліфорнійському університеті Берклі призначеним Головою Фонду Мітчелла Школи бізнесу Хааса (Haas School of Business, 2002-2010 рр.).
З 2011 року він займає посаду професора Університету Анненберга, професора кафедри психології Школи мистецтв і наук (School of Arts and Sciences) та професора кафедри менеджменту Вортонської школи бізнесу Університету Пенсильванії.

### Нагороди
Філіп Тетлок отримав нагороди, призи, гранти й стипендії від багатьох провідних наукових товариств та фондів, серед яких Американська психологічна асоціація (англ. American Psychological Association), Американська асоціація політичних наук (англ. American Political Science Association), Американська асоціація розвитку науки (англ. American Association for the Advancement of Science), Міжнародне товариство політичної психології (англ. International Society of Political Psychology), Американська академія мистецтв і наук (англ. American Academy of Arts and Sciences), Національна академія наук (англ. National Academy of Sciences), а також фондів MacArthur, Russell Sage, Carnegie Foundations та багато інших.

## Праці
Тетлок опублікував близько 200 статей у рецензованих журналах і редагував або написав 10 книг.
Його дослідницькі програми вивчали різні теми, включаючи:
1. Проблеми оцінки «здорового глузду» як в лабораторних, так і в реальних умовах.
2. Критерії, які соціологи використовують при оцінюванні судження та складання нормативних висновків про упередженість та помилки.
Дослідницька програма Філіпа Тетлока за останні чотири десятиліття вивчила п'ять тем:
- Визначення та оцінка доброго судження (концепція гарного судження з особливим акцентом на корисності прогнозування турнірів при оцінці однієї ключової складової гарного судження – точності).

- Підзвітність та атрибути відповідальності (вплив підзвітності на судження та вибір).

- Табу пізнання і священні цінності (обмеження, що священні цінності стають на межі мислимого).

- Політична психологія проти політизованої психології (важко визначити різницю між політичною та політизованою психологією).

- Гіпотетичні суспільства та інтуїції про справедливість (корисність експериментів гіпотетично-суспільного характеру при відхиленні факту та оцінок впливу конкуруючих політичних пропозицій).

## Проект «Добре судження»
У своїй ранній роботі з добрим судженням (узагальнено в Expert Political Judgment: How Good Is It? How Can We Know?) Філіп Тетлок провів з 1984 по 2003 роки комплекс масових прогнозних турнірів. Прогнозувальниками були 284 експерти з різних галузей, у тому числі державні чиновники, професори, журналісти та інші, з різнобічними думками та принципами.
З 2011 року Філіп Тетлок і його дружина та дослідницький партнер Барбара Меллерс (Barbara Mellers) є співзасновниками проекту Good Judgment (GJP), спільного дослідження, яке стало переможцем турніру IARPA. Спочатку метою турніру було поліпшення геополітичного та геоекономічного прогнозування. Серед більш дивних висновків є:
- ступінь, в якій прості навчальні вправи підвищили точність імовірнісних суджень[6];

- очевидна здатність GJP генерувати ймовірні оцінки, що були на 30% точніші, ніж оцінки службовців, які мають доступ до фактичної секретної інформації[7].

Ці та інші висновки викладені в особливо доступній формі в спільної роботі Філіпа Тетлока і Дена Гарднера – книзі Superforecasting: The Art and Science of Prediction (укр. Суперпрогнозування. Мистецтво та наука передбачення). Книга також містить профілі кількох «суперпрогнозувальників». Автори підкреслюють, що хороше прогнозування не вимагає потужних комп'ютерів або незвичайних методів. Воно передбачає збирання доказів з різних джерел, ймовірне мислення на практиці, роботу в командах, ведення бального підрахунку та бажання визнавати помилки й змінювати курс.

## Посилення
- Curriculum Vitae
- Philip Tetlock – main page
- Philip Tetlock – Wharton Management Department[недоступне посилання з червня 2019]
- Philip Tetlock – Psychology, UPenn
- Philip Tetlock – Political Science, UC Berkeley
- Lorraine Tyson Mitchell Chair II in Leadership and Communication Professor of Leadership
- "Why Foxes Are Better Forecasters Than Hedgehogs" a Long Now seminar
- Critical Review: A Journal of  Politics and Society, Volume 22, Issue 4 (2010) (criticism)